# Túi thơ xéo
Túi thơ xéo (danh pháp hai phần: Gastrochilus obliquus) là một loài lan.
Cây có mặt ở Ấn Độ, Bhutan, Myanmar, Thái Lan, Lào, Việt Nam (các khu vực: Cúc Phương, Đồng Nai, Lâm Đồng).

## Hình ảnh

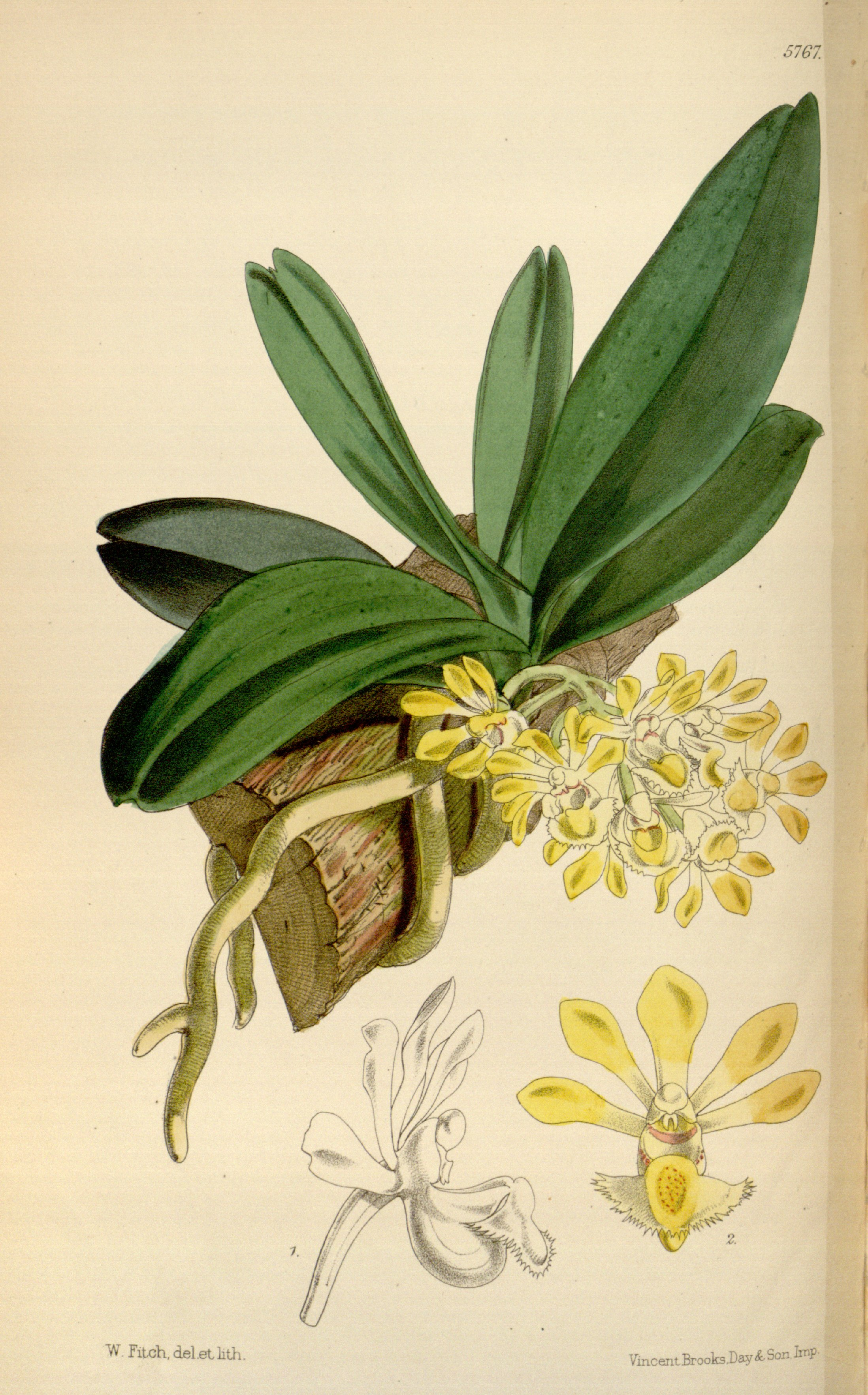
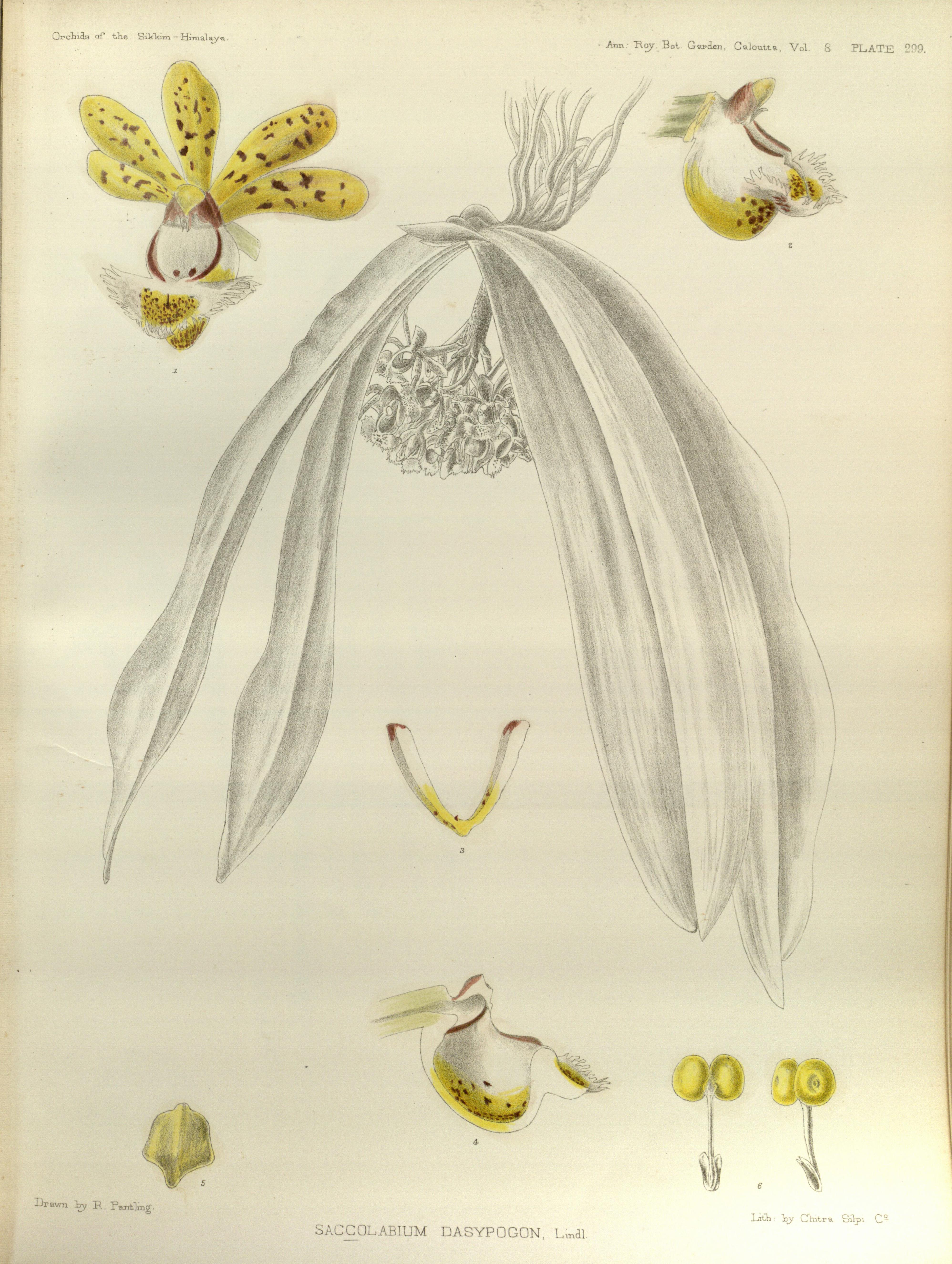
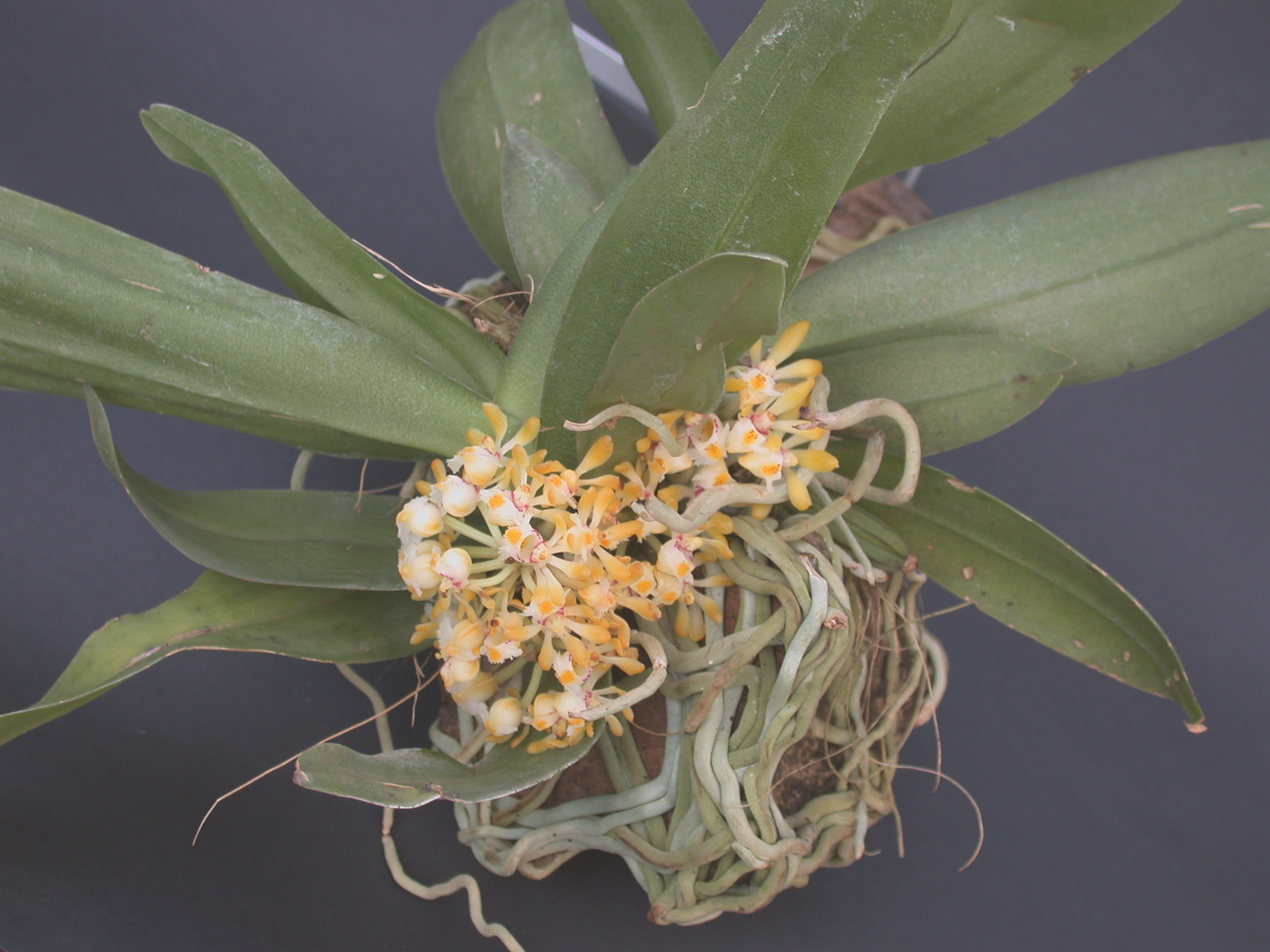
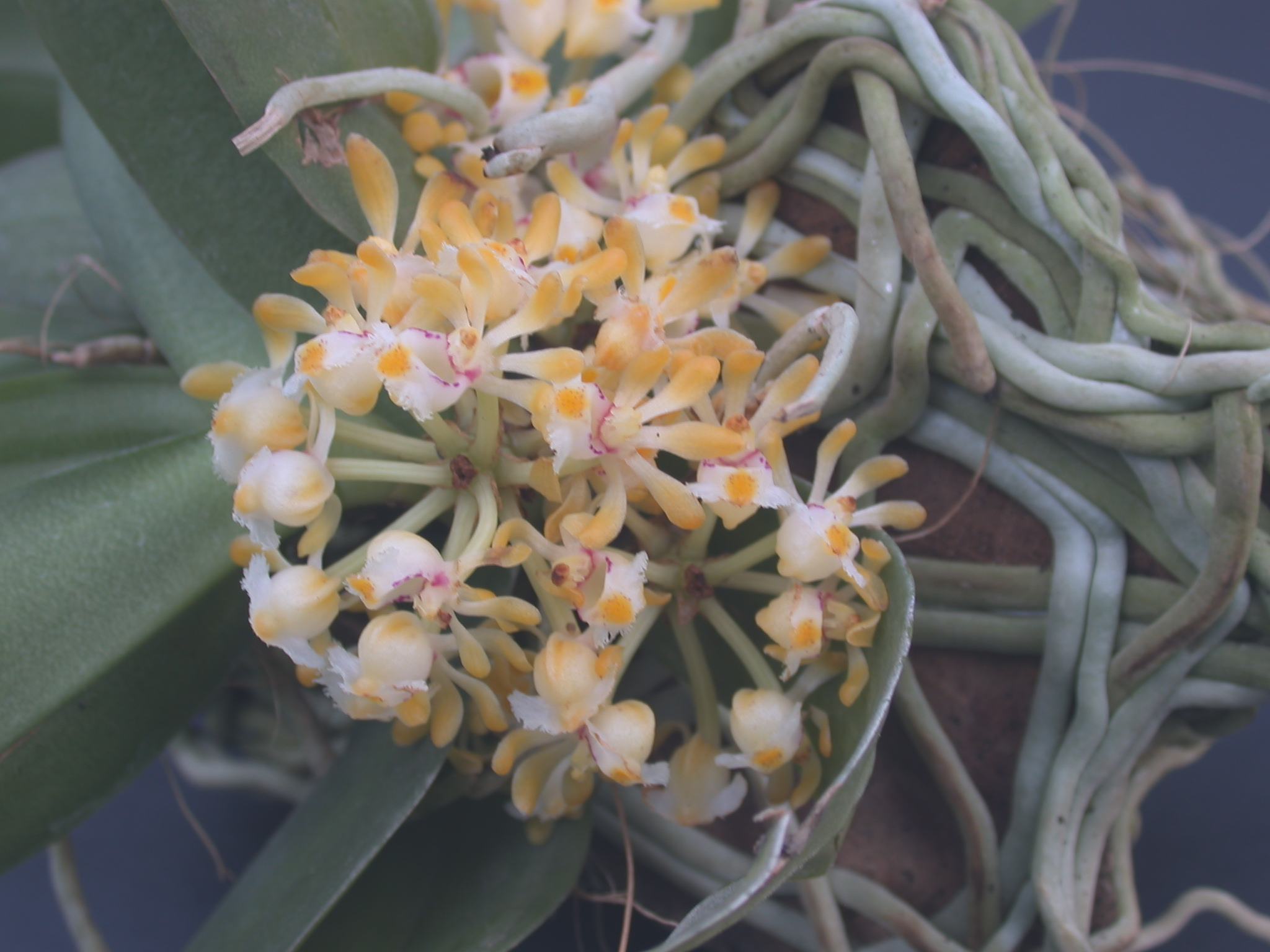